# Laura Carbone

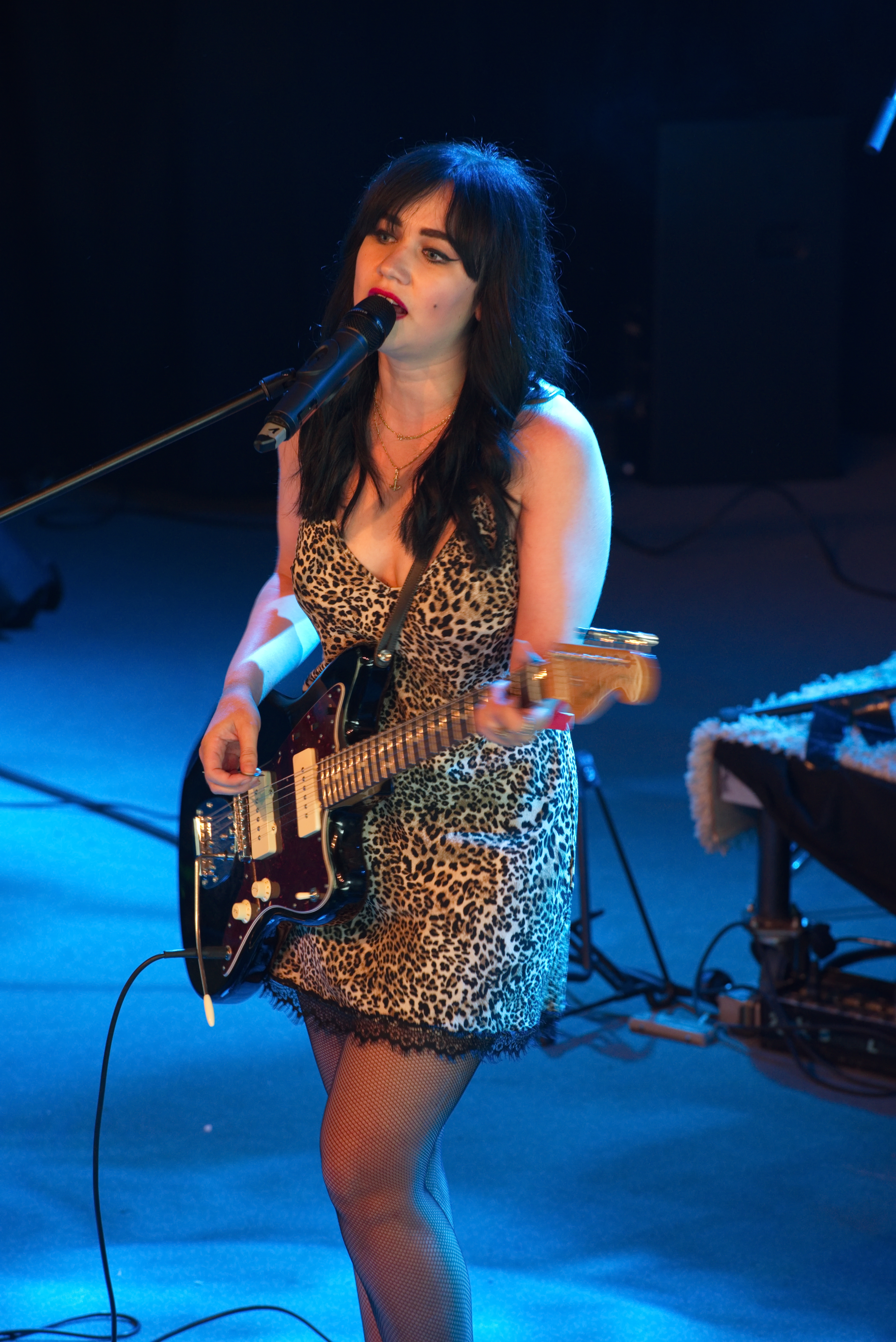
Laura Carbone beim Amphi Festival 2016

Laura Carbone (* 24. September 1986 in Sinsheim) ist eine deutsch-italienische Komponistin, Sängerin, Songwriterin .

## Leben
Laura Carbone studierte Betriebswirtschaftslehre (BWL) und machte 2008 ihren Abschluss. Sie begann ihre musikalische Karriere als Sängerin der Elektropop-Band Deine Jugend. 2010 gab es das Debüt-Album Wir sind deine Jugend, 2013 folgte das Album Serotonin.
2014 erschien ihre erste Solo-EP und -Single Stigmatized und 2015 das erste Solo-Album Sirens, beide in Eigenregie. Im März 2016 sowie 2017 trat sie beim South by Southwest in Austin, Texas, auf. Im Juli 2016 stand sie beim Amphi Festival in Köln auf der Bühne.
2017 tourte sie mit The Jesus and Mary Chain durch Deutschland.
Im Herbst 2017 zog Carbone nach Berlin und fand mit Brodie Myles White (Bass/Gesang) und Jeff Collier (Schlagzeug/Gesang) die ersten festen Mitglieder ihrer Band. Gemeinsam touren sie mit Dennis Lyxzen's INVSN. Im Frühjahr 2018 tourte die Band mit The Pains of Being Pure at Heart, bevor Jan Sydow sich von der Band löste. Mark Eric Lewis (Gitarre/Gesang) wurde zum festen Mitglied der Band und gemeinsam spielten sie ihr erstes Konzert bei der Canadian Music Week in Toronto im Mai 2018.

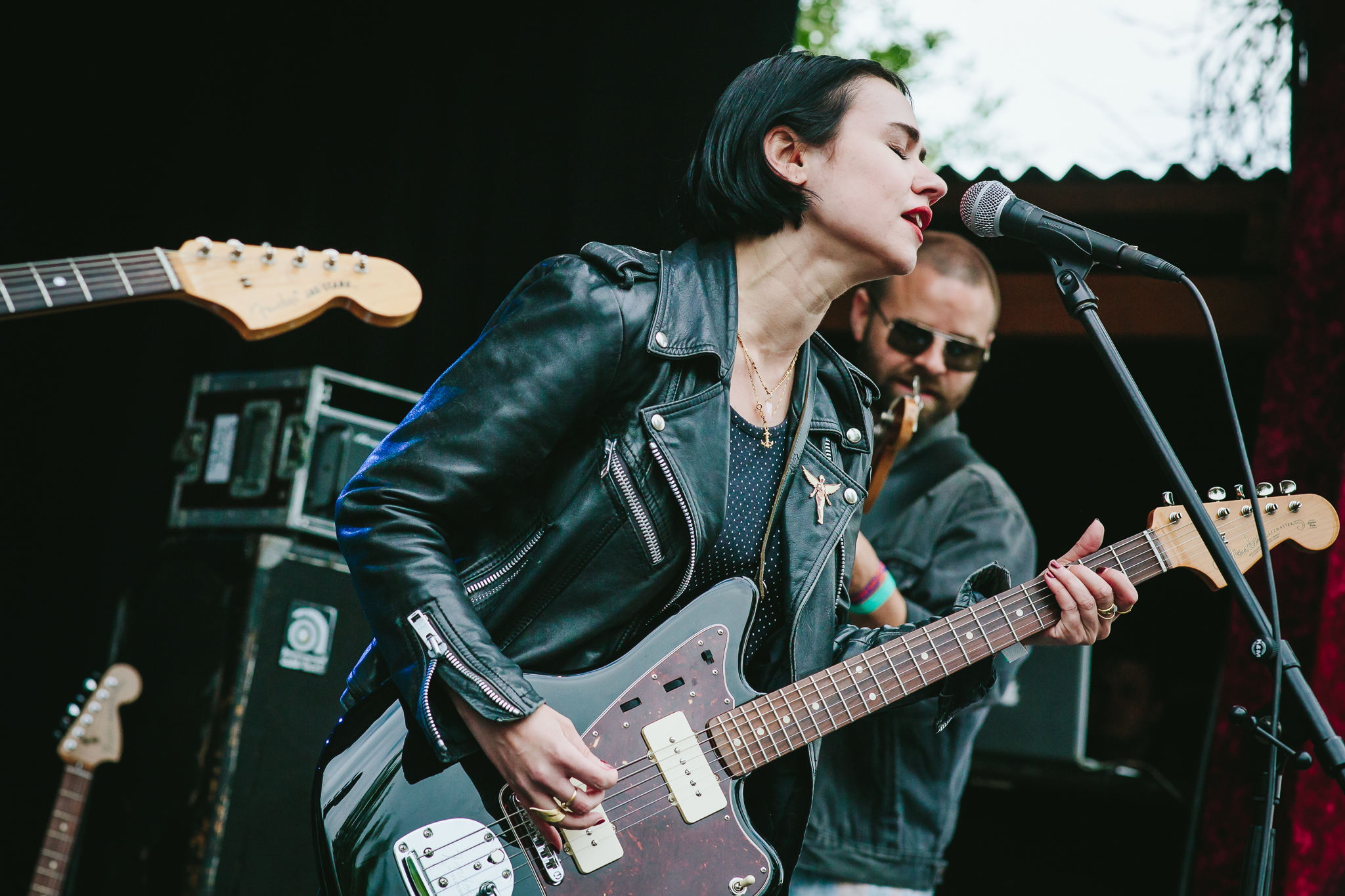
Laura Carbone beim Orange Blossom Special Festival 2018

Das Album Empty Sea wurde 2018 mit Aporia Records (Toronto) und Duchess Box Records veröffentlicht. Konzerte bei Lollapalooza Berlin, Orange Blossom Special Festival sowie dem Reeperbahn Festival in Hamburg folgten im Sommer 2018. Die Band spielte im Januar 2019 ihre erste gemeinsame Europa-Tournee.
Im März 2019 folgt die erste USA Tour – Empty Sea Spring Tour – mit Stationen auf der Premiere des New Colossus Festival in New York City, Los Angeles, San Francisco und dem Hattrick beim South by Southwest Festival in Austin, Texas. Hier spielt die Band unter anderem auf dem Levitation Festival, präsentiert von Creem Magazine, und ein Konzert für Yamaha Guitars. Weitere Auftritte im Jahr 2019 finden beim Wave Gotik Treffen in Leipzig sowie bei der MDR-Kultur-Live-Session Post Noon Ceremonial in Leipzig statt. Im September 2019 startet die Tour durch Nord-Amerika, von Ost nach West, von Süden nach Norden. Hier spielt die Band unter anderem in Los Angeles, Tucson, Dallas, Baltimore, Washington, New York, beim POP Montreal, Toronto und Ottawa.
Am 12. Oktober 2019 spielen Laura Carbone und ihre Band live beim WDR Rockpalast. Die Band beendete ihr Jahr 2019 als Eröffnungsact für das Synästhesie Festival in Berlin im November.
Im Dezember 2020 veröffentlichte Carbone Laura Carbone – Live at Rockpalast, aus der drei Top-10-Singles in den deutschen Alternativ-Charts hervorgingen. Im selben Winter und im Frühling 2021 kollaborierte Carbone mit Craig Dyer von The Underground Youth an einer 4-Song-EP mit Roy-Orbison-Songs In Dreams.
Carbone veranstaltete im Sommer 2021 ihr erstes Cosmic Dreaming Festival im Berliner Festsaal Kreuzberg.
Ihr Album The Cycle (2024) wurde produziert von dem in Detroit lebenden und bereits mit einem Grammy ausgezeichneten Produzenten und Mixer Collin Dupuis (St. Vincent, Black Keys, Lana Del Rey, The Pretenders).
Carbone lehrt seit 2023 das Tarot, Symbollehre und die Intuition in einer medialen Akademie.

## Diskografie

### Deine Jugend
- Alben:

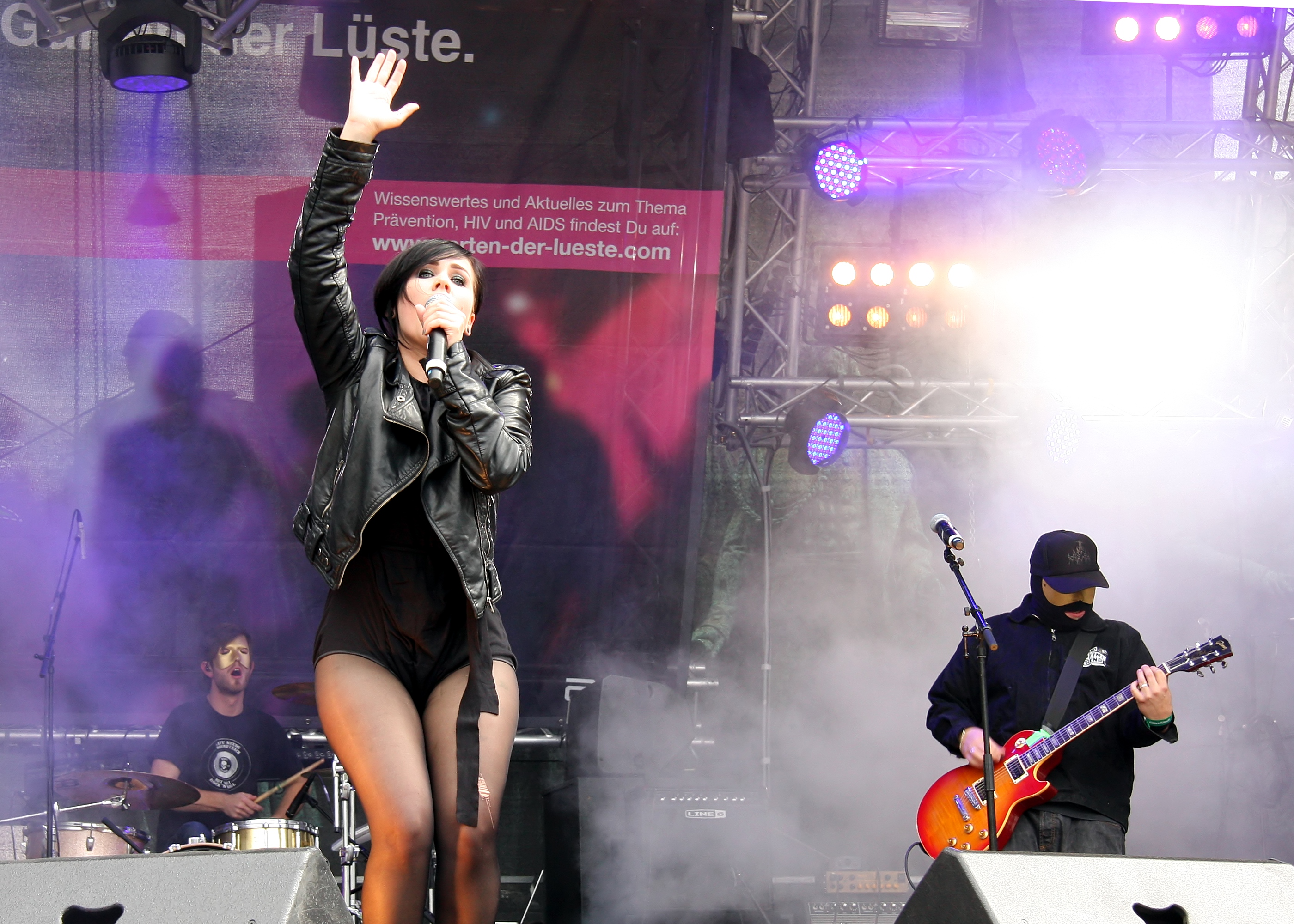
Laura Carbone mit „Deine Jugend“ auf dem Straßenfest zum ColognePride 2011

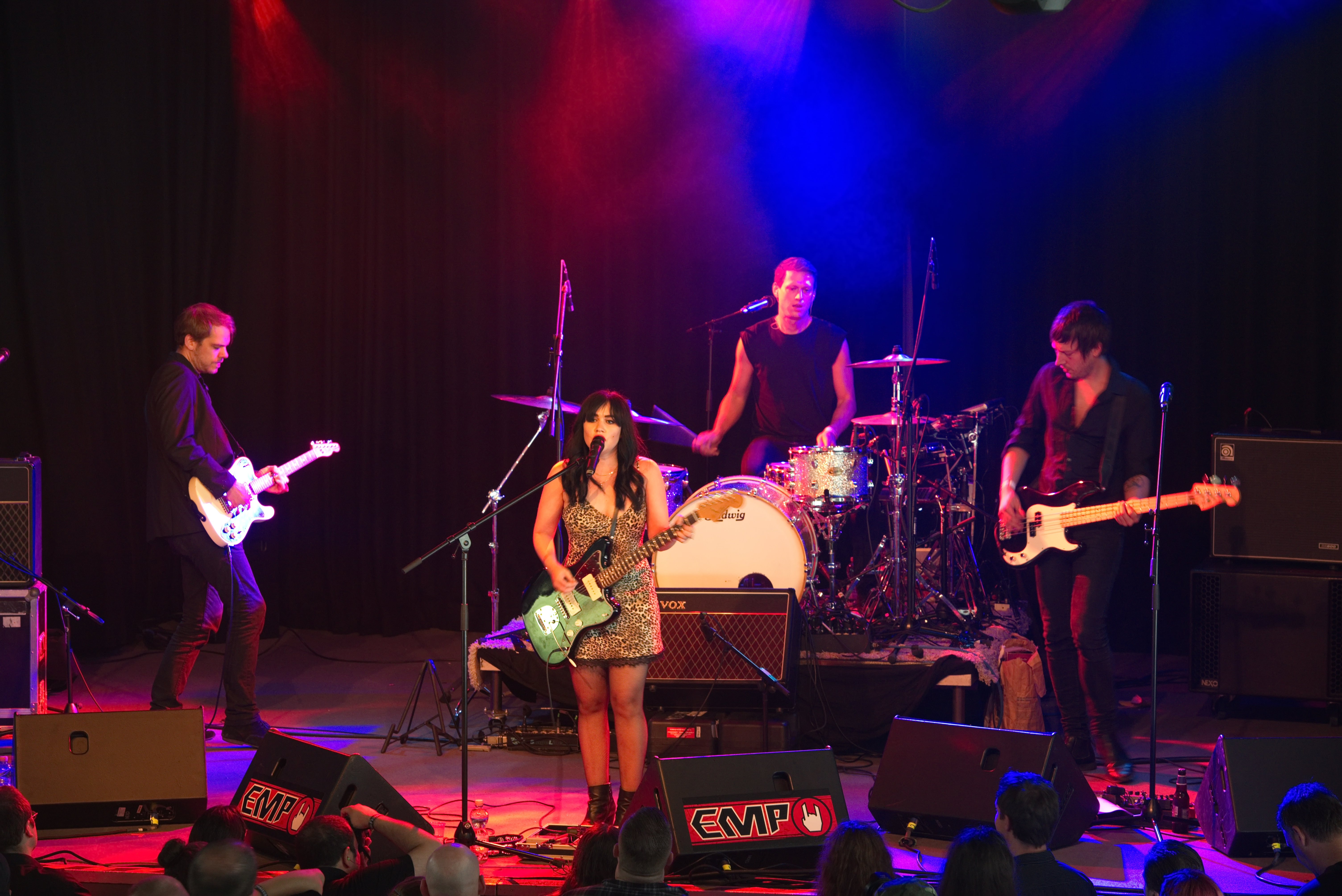
Laura Carbone beim Amphi Festival 2016

  - 2010: Deine Maske (EP, MFM Entertainment (Universal))
  - 2010: Wir sind deine Jugend (MFM Entertainment (Universal))
  - 2013: Serotonin (MFM Entertainment (Wolfpack Entertainment))

- Singles:
  - 2010: Mama geht jetzt steil
  - 2011: Vampir (mit D-Bo)
  - 2013: Serotonin

### Laura Carbone
- Alben
  - 2014: Stigmatized (EP, Eigenregie)
  - 2015: Sirens (Eigenregie)
  - 2018: Empty Sea (Aporia Records)
  - 2020: Live at Rockpalast (Aporia Records & Schubert Music Europe & Atlantic Curve)
  - 2024: The Cycle (Cosmic Dreaming)

- Singles
  - 2014: Stigmatized (Eigenregie)
  - 2015: Heavy Heavy (Eigenregie)
  - 2015: Exes
  - 2017: Lullaby
  - 2017: Cellophane Skin
  - 2018: Tangerine Tree
  - 2018: The Flowers Beneath Your Feet mit The Pains of Being Pure at Heart
  - 2020: Who's Gonna Save You (Live at Rockpalast)
  - 2020: Cellophane Skin (Live at Rockpalast)
  - 2021: Nightride (Live at Rockpalast)
  - 2021: Love Hurts (In Dreams) mit The Underground Youth
  - 2021: Crying (In Dreams) mit The Underground Youth
  - 2023: Mourning Each Day Away (Cosmic Dreaming)
  - 2023: Horses (Cosmic Dreaming)
  - 2023: Tuesday (Cosmic Dreaming)
  - 2024: The Good (Cosmic Dreaming)

### Kollaborationen
- - 2018: The Flowers Beneath your Feet mit The Pains of Being Pure at Heart
  - 2020: Winterwonderland mit Olya Dyer, Craig Dyer, André Leo
  - 2021: In Dreams mit The Underground Youth (Future Shock Records / Glitterhouse)

- Backgroundvocals
  - 2011: Casper - XOXO
  - 2023: Swans - The Beggar (Album)

## Belege
1. 1 2  Porträt Laura Carbone auf mawayoflife.de; abgerufen am 31. Dezember 2016
2. ↑  Girlpower mit Sirenen: Laura Carbone im Steckbrief (Memento des Originals vom 31. Dezember 2016 im Internet Archive)  Info: Der Archivlink wurde automatisch eingesetzt und noch nicht geprüft. Bitte prüfe Original- und Archivlink gemäß Anleitung und entferne dann diesen Hinweis. auf intro.de; abgerufen am 31. Dezember 2016
3. ↑  Laura Carbone / Auf Tour mit INVSN – Tourdiary No. 1 - Artikel News - IMSOUND. Abgerufen am 22. Mai 2021.
4. ↑  An Interview with Laura Carbone. Abgerufen am 22. Mai 2021 (deutsch).
5. ↑  Laura Carbone im Interview beim Crossroads Festival 2019. 12. Oktober 2019, abgerufen am 22. Mai 2021.

| Personendaten    | Personendaten                                  |
| ---------------- | ---------------------------------------------- |
| NAME             | Carbone, Laura                                 |
| KURZBESCHREIBUNG | deutsch-italienische Sängerin und Songwriterin |
| GEBURTSDATUM     | 24. September 1986                             |
| GEBURTSORT       | Sinsheim                                       |